# Vespa tibialis
Vespa tibialis är en getingart som beskrevs av Olivier 1792. Vespa tibialis ingår i släktet bålgetingar, och familjen getingar. Inga underarter finns listade i Catalogue of Life.